# Friedrich von Willich
Friedrich Valesko Karl von Willich (* 16. September 1842 in Lüben; † 23. Juli 1918 in Hannover) war ein preußischer Generalleutnant.

## Leben

### Herkunft
Friedrich war der Sohn des preußischen Generalmajors Wilhelm von Willich (1797–1875) und dessen Ehefrau Charlotte, geborene von Hiddessen (1803–1875).

### Militärkarriere
Willich besuchte die Höheren Bürgerschulen in Landsberg an der Warthe und Frankfurt (Oder). Am 1. Oktober 1859 trat er in das 2. Dragoner-Regiment der Preußischen Armee ein. Mitte September 1860 wurde er in das neu errichtete 2. Pommersche Ulanen-Regiment Nr. 9 versetzt und avancierte im Dezember zum Sekondeleutnant. Von Oktober 1863 bis September 1865 war er zur Militärreitschule in Schwedt/Oder kommandiert und nahm im Jahr darauf während des Krieges gegen Österreich an den Kämpfen bei Münchengrätz, Soor, Königgrätz und Pressburg teil.
Nach dem Friedensschluss wurde Willich Ende Oktober 1866 Premierleutnant und war ab Ende Juli 1867 als Lehrer zum Militärreitinstitut kommandiert. Unter Belassung in dieser Stellung wurde er Mitte Dezember 1869 à la suite seines Regiments gestellt. Bei der Mobilmachung anlässlich des Krieges gegen Frankreich kommandierte man Willich Mitte Juli 1870 als Adjutant zum Generalkommando des X. Armee-Korps. In dieser Eigenschaft nahm er an den Schlachten bei Vionville, Gravelotte, Noisseville, Beaune-la-Rolande, Orléans und Le Mans sowie der Belagerung von Metz teil. Willich erhielt das Eiserne Kreuz II. Klasse, wurde zum Rittmeister befördert und nach Beendigung der Mobilmachung wieder Lehrer am Militärreitinstitut.
Vom 11. Januar 1876 bis zum 19. November 1877 war er dann Eskadronchef im 2. Hannoverschen Ulanen-Regiment Nr. 14, wurde anschließend à la suite des Regiments gestellt und zum persönlichen Adjutanten des Prinzen Albrecht von Preußen ernannt. Am 4. März 1879 aggregierte man Willich dem 2. Hannoverschen Ulanen-Regiment Nr. 14 und kommandierte ihn zur Vertretung des erkrankten Direktors der Kavallerie-Unteroffizierschule. Kurz darauf wurde er zum Direktor ernannt und avancierte Ende Juni 1880 zum Major. Von Mitte Mai 1883 bis Mitte April 1886 war Willich zunächst als etatsmäßiger Stabsoffizier zum Braunschweigischen Husaren-Regiment Nr. 17 kommandiert. Anschließend in dieser Stellung bestätigt, wurde er am 26. März 1887 mit der Führung des Schleswig-Holsteinischen Dragoner-Regiments Nr. 13 beauftragt und am 15. November 1887 zum Regimentskommandeur ernannt. Er stieg Ende März 1888 zum Oberstleutnant auf, erhielt am 16. April 1889 das Kommando über das 2. Garde-Dragoner-Regiment und avancierte am 24. März 1890 zum Oberst. Zugleich war Willich vom 20. Juli bis zum 19. Oktober 1891 zur Vertretung des Chefs des Militärreitinstituts in Hannover kommandiert. Am 3. November 1891 trat Willich die Nachfolge von Gebhard von Krosigk als Chef des Instituts an. Als Generalmajor war er während der Herbstübungen 1896 zur Vertretung des erkrankten Kommandeurs der 16. Kavallerie-Brigade (Karl von Engelbrecht) in Trier kommandiert. Nachdem Willich am 25. August 1897 zum Generalleutnant befördert worden war, wurde er 1. April 1898 zum Inspekteur der 1. Kavallerie-Inspektion ernannt und anlässlich des Ordensfestes im Januar 1899 mit dem Stern zum Roten Adlerorden II. Klasse mit Eichenlaub ausgezeichnet. Unter Verleihung des Kronenordens I. Klasse stellte man ihn schließlich am 15. Mai 1899 mit Pension zur Disposition.
Er war Rechtsritter des Johanniterordens und verbrachte seinen Lebensabend in Hannover, wo er gegen Ende des Ersten Weltkriegs verstarb.

### Familie
Willich verheiratete sich am 6. März 1886 in Göttingen mit Bertha von Klenck (1860–1925). Aus der Ehe gingen drei Kinder hervor:
- Ernst Dietmar (* 1887)
- Luise Charlotte (* 1889) ⚭ 26. April 1916 Waldemar von Mandelsloh, Major
- Franz Kurt Constantin (* 1891), Generalbevollmächtigter des Prinzen Friedrich Heinrich von Preußen